# Piłka wodna na Letnich Igrzyskach Olimpijskich 1952
Wyniki końcowe piłki wodnej na letnich igrzyskach olimpijskich 1952.

## Tabela medalowa
| Złoto | Srebro | Brąz |
| Węgry László Jeney · György Vizvári · Dezső Gyarmati · István Hasznos · György Kárpáti · Róbert Antal · Dezső Fábián · Kálmán Markovits · Károly Szittya · Dezső Lemhényi · Miklós Martin · Antal Bolvári · István Szívós | Jugosławia Zdravko Kovačić · Veljko Bakašun · Ivo Štakula · Zdravko Ježić · Ivo Kurtini · Boško Vuksanović · Lovro Radonić · Vladimir Ivković · Marko Brajnović | Włochy Raffaello Gambino · Cesare Rubini · Maurizio Mannelli · Geminio Ognio · Ermenegildo Arena · Renato De Sanzuane · Carlo Peretti · Renato Traiola · Vincenzo Polito · Salvatore Gionta · Lucio Ceccarini |